# Indusi

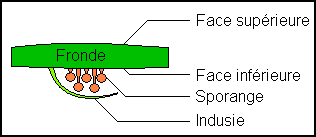
Esquema de sorus de falguera.

L'indusi és una prima membrana que protegeixen els esporangis de moltes falgueres. Poden agafar diversos colors: blanc, groc, marró. Poden ser lineals, en forma de ronyó (reniforme) o formades per la vora del limbe enrotllada sobre si mateixa.